# Edward Tolman
Edward Chace Tolman (14. dubna 1886, West Newton – 19. listopadu 1959, Berkeley) byl americký psycholog, významný představitel behaviorismu, 45. nejcitovanější psycholog ve 20. století. Zaobíral se především učením, známé jsou jeho pokusy na krysách.
Někdy bývá označován za neobehavioristu, neboť redukoval přísná skinnerovská pravidla a hlásil se i k ovlivnění jinými směry, zejména gestaltismem (zejm. Kurtem Lewinem a Kurtem Koffkou). Tradiční behavioristický model S-R (stimulus-response) zaměnil za model S-O-R (stimulus-organism-response), když tvrdil, že zvířata nepotřebují událost k učení, ale jsou schopna tzv. skrytého učení. To dokazoval zejména známým pokusem s krysami, kdy hladové krysy se v labyrintu s jídlem učily stejně efektivně jako krysy syté. V behaviorismu Tolmanovým závěrům oponovoval zejména Clark Leonard Hull.
Tolman též nastolil koncept tzv. kognitivní mapy, široce citovaný napříč psychologickými školami a vysvětlující, jak člověk nakládá ve své mysli s prostorem a prostředím, který byl však rovněž původně definován pro pokusné krysy.